# Silvio Frondizi

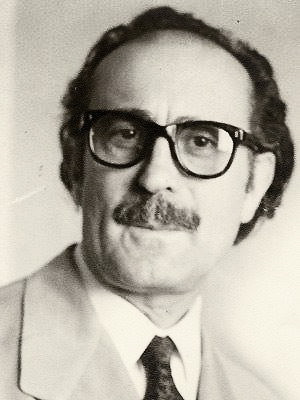
Silvio Frondizi

Silvio Frondizi (19 de janeiro de 1907, Paso de los Libres, Província de Corrientes — 27 de setembro de 1974) foi um intelectual e advogado argentino, irmão do presidente Arturo Frondizi e do filósofo Risieri Frondizi. Silvio foi assassinado pelo grupo de extermínio Triple A, em setembro de 1974.
Silvio Frondizi fundou a Praxis y Movimiento de Izquierda Revolucionaria (MIR-Praxis), um grupo revolucionário esquerdista, e viajou para Cuba onde conheceu Che Guevara. Ele defendeu os prisioneiros políticos do Partido Revolucionário dos Trabalhadores (PRT).
Um agente da SIDE e suposto membro da Triple A, Anibal Gordon, foi posteriormente condenado pelo assassinato de Silvio Frondizi, enquanto Rodolfo Almirón, outro cabeça da Triple A, foi acusado em 2006 de participação no crime.